# Saraktaš
Saraktaš (in russo Саракташ?) è un villaggio della Russia europea sudorientale, situato nell'oblast' di Orenburg; è il centro amministrativo del rajon Saraktašskij.
Si trova sulla riva sinistra del fiume Samara, 85 km a est di Orenburg.